# 4-二甲氨基吡啶
4-二甲氨基吡啶（DMAP）是一个吡啶衍生物，为无色至淡黄色晶体，是有机合成中应用很广的多用途高度亲核的酰化反应催化剂。

## 性质
4-二甲氨基吡啶是无色至棕黄色晶体，从乙醚中析出的为浅黄色的片状结晶。难溶于乙醚、异丙醚、己烷、环己烷，易溶于水、甲醇、苯、乙酸乙酯、氯仿、二氯甲烷、丙酮和乙酸。

## 制取
DMAP的制取方法有很多种：双吡啶盐法是先用吡啶与氯气反应生成4-吡啶基吡啶盐正离子，然后再用二甲胺发生芳香亲核取代反应生成4-二甲氨基吡啶：
此外，将4-氯吡啶与33%二甲胺的水溶液在150℃加热，将4-羟基吡啶、二甲胺盐酸盐和六甲基磷酰胺在220℃加热4小时，以及从4-吡啶磺酸为原料，都可以制得DMAP。

## 用途
4-二甲氨基吡啶是一个新型高效的酰化反应催化剂，可用于醇和酚的酰化成酯，胺的酰胺化，烯醇负离子的O-酰基化，异氰酸酯与羧酸反应生成酰胺，Baylis-Hillman反应、Steglich酯化反应、Staudinger合成、山口酯化反应、硅氢化反应，和醇的三苯甲基化成醚等多种反应。用于萜、甾体、糖及核苷等的合成，在有机合成、药物、农药、香料、染料、颜料合成和高分子领域有很多应用。
DMAP参与的反应有催化剂用量少，产率高，反应条件温和，容易控制，反应时间短，以及适用的溶剂范围广等优点。DMAP对于空阻大、活性低醇类的酯化反应的催化作用尤其显著，能使一般条件下难以完成的反应顺利进行，产率一般较高。
手性的DMAP类似物用于二级醇和Evans酰胺手性助剂等外消旋体的动力学拆分。 DMAP与溴化氰、高氯酸银在乙腈中反应，可以得到稳定的1-氰基-4-二甲氨基吡啶高氯酸盐，后者可以和含巯基的蛋白质/氨基酸如半胱氨酸，生成2-亚氨基-4-羧基噻唑啉啶。
以对乙酸酐对醇的酰化的催化作用为例，说明DMAP的催化机理（下图）。首先，DMAP的吡啶氮原子进攻乙酸酐亲电的羰基碳，形成1-乙酰基-4-二甲氨基吡啶盐，其中乙酰基二甲氨基吡啶盐正离子与乙酸根离子形成一个不紧密的离子对。醇的氧原子亲核进攻与吡啶相连的乙酰基碳原子，而后第一步产生的乙酸根离子立即夺取醇的氢，然后氧负把吡啶挤出去，产生酯，同时重新生成DMAP催化剂，进行下一个循环。DMAP的催化效果比类似的吡啶要强很多的原因，主要有以下几点：
1. DMAP中的二甲氨基有给电子效应，强烈地增加了吡啶环上的电子密度，使吡啶环氮原子的碱性和亲核性增强。
2. 第一步形成的1-乙酰基-4-二甲氨基吡啶盐分子中心电荷分散，形成一个连接不紧密的离子对，酸碱催化下有利于亲核试剂向活化的酰基进行进攻。
3. 1-乙酰基-4-二甲氨基吡啶盐正离子由于取代基的缘故，可以因共振效应而得到稳定。

对于 {\displaystyle \mathrm {p} K_{a}} 较小的底物如酚类，可能还有另一种机理，也就是DMAP先将酚羟基去质子化，然后是生成的酚负离子去进攻乙酸酐，氧负再把乙酸根离子挤出去，生成酯，同时生成的乙酸根把DMAP-H去质子化，DMAP去进攻另一个酚，再生酚负离子。

## 危险性
具明确毒性。DMAP口服或与皮肤接触有毒，很容易通过皮肤吸收，对眼部、皮肤和呼吸系统有刺激作用，大量使用时应穿有防护服、戴手套和防护面罩。大鼠经口LD50：140 mg/kg，兔皮下LD50：90 mg/kg。

## 延伸阅读
- B. Neises, W. Steiglich (1990). "Esterification of Carboxylic Acids with Dicyclohexylcarbodiimide/4-Dimethylaminopyridine: tert-Butyl Ethyl Fumarate". Org. Synth.; Coll. Vol. 7: 93.
- I. Held, P. von den Hoff, D. S. Stephenson, H. Zipse. . Adv. Synth. Cat. 2008, 11/12: 1891–1900. doi:10.1002/adsc.200800268.